# Godzilla vs Mechagodzilla 2
Pour les articles homonymes, voir Godzilla.
Série Heisei
Godzilla vs Mothra
(1992) Godzilla vs Space Godzilla
(1994)
Pour plus de détails, voir Fiche technique et Distribution.
Godzilla vs Mechagodzilla 2 (ゴジラvsメカゴジラ, Gojira tai Mekagojira) est un film japonais réalisé par Takao Okawara, sorti en 1993.

## Synopsis
Les débris de Mecha-King Ghidorah sont récupérés afin de mettre au point l'arme ultime pour détruire Godzilla : Mechagodzilla. Pendant ce temps des archéologues découvrent un œuf géant sur une île et sont attaqués par Rodan et Godzilla. L'œuf est rapatrié au Japon et un bébé Godzilla en sort, celui-ci commence à émettre des signaux qui attirent Godzilla et Rodan en ville...

## Fiche technique
- Titre : Godzilla vs Mechagodzilla 2
- Titre original : ゴジラvsメカゴジラ (Gojira tai Mekagojira )
- Réalisation : Takao Okawara
- Musique : Akira Ifukube
- Photographie : Yoshinori Sekiguchi
- Montage : Miho Yoneda
- Production : Shōgo Tomiyama et Tomoyuki Tanaka
- Société de production : Tōhō
- Pays d'origine : Japon
- Langue : Japonais
- Genre : Action et science-fiction
- Durée : 108 minutes
- Dates de sortie : 
  -  Japon : 11 décembre 1993

## Distribution
- Masahiro Takashima : Kazuma Aoki
- Ryoko Sano : Azusa Gojo
- Megumi Odaka : Miki Saegusa
- Yūsuke Kawazu : le professeur Yuji Ōmae
- Akira Nakao : le commandant Takaki Aso
- Kōichi Ueda : le général Hyodo
- Kenji Sahara : le ministre Takayuki Segawa
- Daijirō Harada : Takuya Sasaki
- Shelley Sweeney : Catherine Berger
- Shinobu Nakayama : Yuri Katagiri
- Tadao Takashima : le chef Hosono
- Leo Meneghetti : Dr. Leo Asimov
- Andrew Smith : Andy Johnson
- Kenpachiro Satsuma : Godzilla
- Wataru Fukuda : Mechagodzilla
- Hurricane Ryu : Baby Godzilla / un mécanicien de la G-Force